# Drujne, Oleșkî
Drujne (în ucraineană Дружне) este o comună în raionul Țiurupînsk, regiunea Herson, Ucraina, formată numai din satul de reședință.

## Demografie
Componența lingvistică a comunei Drujne
     Ucraineană (91,88%)
     Rusă (5,15%)
     Alte limbi (0,46%)
Conform recensământului din 2001, majoritatea populației comunei Drujne era vorbitoare de ucraineană (91,88%), existând în minoritate și vorbitori de rusă (5,15%) și armeană (1,43%).